# Liga de Béisbol Profesional de la República Dominicana 2004-05
La temporada de la Liga Dominicana de Béisbol Profesional 2004-2005 fue la 51.ª edición de este campeonato. La temporada regular comenzó el 22 de octubre de 2004 y finalizó el 29 de diciembre de 2004. El Todos contra Todos o Round Robin inició el 2 de enero de 2005 y finalizó el 22 de enero de 2005. La Serie Final se llevó a cabo, iniciando el 24 de enero y concluyendo el 30 de enero de 2005, cuando las Águilas Cibaeñas se coronaron campeones de la liga sobre los Tigres del Licey.